# Мелешин (Великопольське воєводство)
Мелешин (пол. Mieleszyn, нім. Hoheanau, 1943-45 Wulfgrammsau) — село в Польщі, у гміні Мелешин Гнезненського повіту Великопольського воєводства.
Населення — 857 осіб (2011).
У 1975-1998 роках село належало до Познанського воєводства.

## Демографія
Демографічна структура станом на 31 березня 2011 року:
|          | Загалом | Допрацездатний вік | Працездатний вік | Постпрацездатний вік |
| -------- | ------- | ------------------ | ---------------- | -------------------- |
| Чоловіки | 426     | 102                | 293              | 31                   |
| Жінки    | 431     | 97                 | 275              | 59                   |
| Разом    | 857     | 199                | 568              | 90                   |